# Barbara Bates

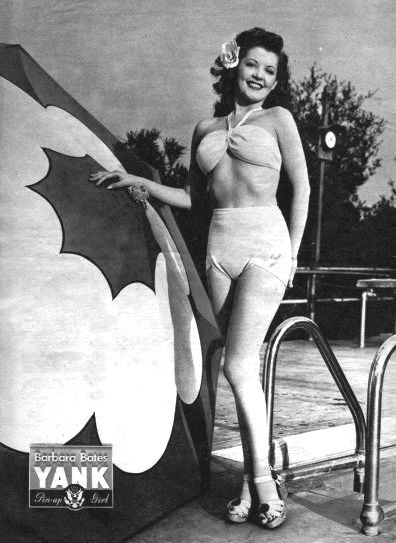
Pin-up-Foto von Barbara Bates für das Wochenmagazin Yank, the Army Weekly (1945)

Barbara Bates (* 6. August 1925 in Denver, Colorado; † 18. März 1969 ebenda) war eine US-amerikanische Schauspielerin.

## Karriere
1947 wurde das ehemalige Model von Warner Bros. unter Vertrag genommen. Wenig später war Barbara Bates bereits an der Seite von Bette Davis, in Die Braut des Monats zu sehen und erhielt darauf eine Hauptrolle neben Danny Kaye. Dennoch fühlte sich die Schauspielerin bei Warner nicht wohl und unternahm ihren ersten Selbstmordversuch, der vom Studio vertuscht wurde. Danach wechselte sie zu 20th Century Fox.
In den folgenden Jahren verschlechterte sich Barbara Bates’ seelischer Zustand. Mehrere Filme mussten während der Dreharbeiten abgebrochen werden. 1958 drehte die Schauspielerin dann ihren letzten Film.

## Leben und Tod
Barbara Bates war von 1945 bis 1967 mit Cecil Coan verheiratet. Nach dem Krebstod ihres Mannes verdiente sie sich ihren Lebensunterhalt als Zahnarzthelferin. Später kehrte sie in ihre Heimatstadt Denver zurück, arbeitete in einem Krankenhaus und heiratete 1968 ihren Jugendfreund William Reed.
Im Jahr 1969 vergiftete sie sich mit Gas.

## Filmografie (Auswahl)
- 1945: Die Liebe unseres Lebens (This Love of Ours)
- 1945: Die Dame im Zug (Lady on a Train)
- 1948: Die Liebesabenteuer des Don Juan (Adventures of Don Juan)
- 1948: Die Braut des Monats (June Bride)
- 1948: Schweigende Lippen (Johnny Belinda)
- 1948: Zaubernächte in Rio (Romance on the High Seas)
- 1949: Die sündige Stadt (The Inspector General)
- 1949: Eines Morgens in der Hopkins-Street (The House Across the Street)
- 1950: Im Dutzend billiger (Cheaper by the Dozen)
- 1950: Alles über Eva (All About Eve)
- 1951: Let’s Make It Legal
- 1951: Vergeltung am Teufelssee (The Secret of Convict Lake)
- 1952: Die Frau des Banditen (The Outcasts of Poker Flat)
- 1952: Im Dutzend heiratsfähig (Belles on Their Toes)
- 1953: Der Tolpatsch (The Caddy)
- 1953: In jedem Hafen eine Braut (All Ashore)
- 1954: Symphonie des Herzens (Rhapsody)
- 1956: In den Krallen der Gangster (House of Secrets)
- 1957: Eine Stadt steht vor Gericht (Town on Trial)